# Mesochorus nikolauseus
Mesochorus nikolauseus là một loài tò vò trong họ Ichneumonidae.